# Gradiente biomolecular

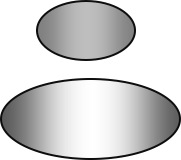
Polaridad celular, el grisado representa el gradiente de concentración de una biomolécula.

Un gradiente biomolecular es un gradiente de concentración establecido por un diferencial de concentración de una o más moléculas en un sistema biológico, tal como una célula individual, un grupo de células, o un organismo completo. Un gradiente biomolecular se puede establecer en el interior de una célula (intracelular), o entre un grupo de células (extracelular). El propósito de estos gradientes en los sistemas biológicos varía, pero entre estos se incluyen la quimiotaxis y el desarrollo embrionario de organismos y tejidos. También desempeñan un papel importante en la señalización intercelular y recientemente han sido implicados en el desarrollo de metástasis en el cáncer.

## Desarrollo
Las células por sí mismas pueden crear gradientes biomoleculares liberando moléculas de señalización que difunden alejándose de ellas. Estos gradientes son críticos para la identificación celular y para la reubicación de células. En forma similar, los gradientes producidos por las células pueden influenciar el destino de otras células de acuerdo a sus características espaciales y temporales. En algunos organismoss, la selección de un destino celular puede ser determinado por un gradiente, por una selección binaria, o a través de moléculas relé (moléculas de relevo o segundos mensajeros). El relevamiento funciona del siguiente modo, la célula fuente libera una molécula señalizadora en su ambiente inmediato. Las células adyacentes que poseen identidades celulares similares responden a estas señales y pueden liberar a su vez diferentes moléculas de señalización en su área aledaña, promoviendo nuevos destinos celulares. Estos procesos continúan a través de todas las células de un organismo en desarrollo. En contraste, una señal puede actuar en un gradiente, el cual induce un destino celular en particular en función de la concentración de esa molécula en el gradiente. Estos tipos de moléculas son conocidas como morfógenos
Un ejemplo de este fenómeno se observa en el tubo neural bajo concentraciones variables de la proteína Sonic hedgehog. La proteína Shh ha sido caracterizada como un morfógeno, que posee características espaciales y temporales que la hacen muy adecuada para el estudio de estos procesos..

## Cáncer

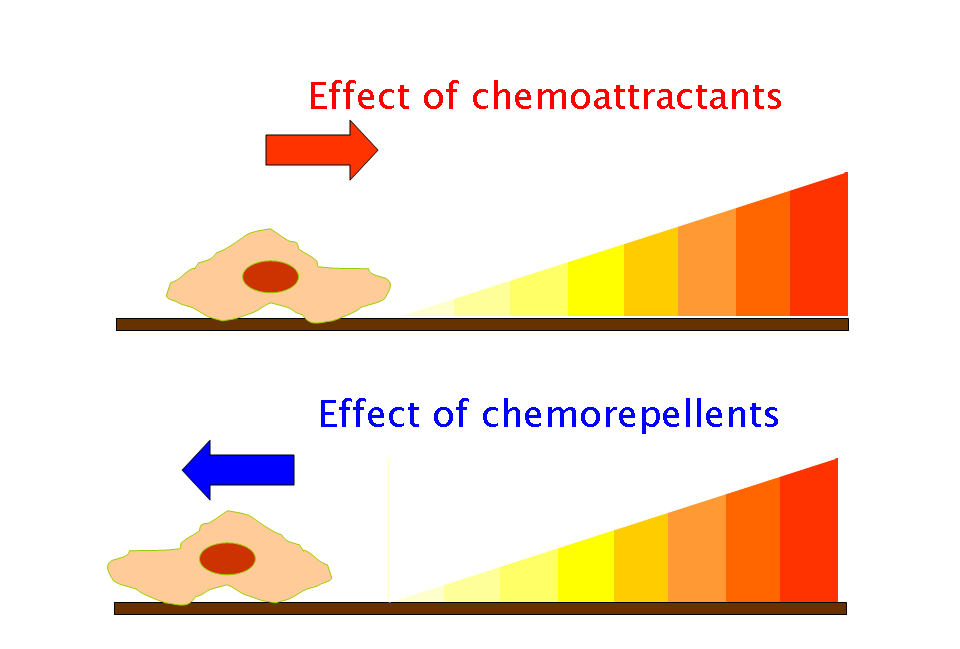
Demostración de la migración celular en respuesta a diferentes tipos de gradientes moleculares (quimiotaxis).

Se ha podido demostrar que los gradientes biomoleculares pueden facilitar la invasión de células cancerosas a diferentes tipos de tejidos en el organismo. Se piensa que la metástasis de células cancerígenas se encuentra directamente acoplada a gradientes de factores de crecimiento que facilitan la quimiotaxis de factores promotores del cáncer. Estos quimioatractantes promueven la angiogénesis tumoral, es decir, el aumento en el flujo sanguíneo a los tejidos, permitiendo que el cáncer pueda alcanzar diferentes áreas del organismo. Por lo tanto, estos mecanismos o vías de señalización permiten el movimiento de moléculas promotoras de tumores hacia los tejidos sanos del organismo. Aún se requieren estudios adicionales para cuantificar las vías de señalización involucradas en la respuesta celular descrita más arriba, y estos nuevos conocimientos podrían proveer nuevas ideas para formás más efectivas de tratamiento para los pacientes con cáncer.

## Señalización
En forma similar, los gradientes biomoleculares pueden actuar como antagonistas de señales que tienen la capacidad de afectar drásticamente las características celulares, y por consiguiente, la respuesta del organismo. Estos mecanismos permiten, por ejemplo, que una célula distinga su posición y orientación relativa o desplazar la frontera de diferenciación celular en un grupo de céluas. Por ejemplo, estos mecanismos pueden ser utilizados para permitir que un organismo se defienda contra una infección. Específicamente, el área afectada del organismo actúa como un atrayente a través de un mecanismo de unión ligando-receptor. Esto puede ocurrir por medio de la polaridad que fue establecida por los antagonistas de señal. Además, este tipo de interacción ligando-receptor puede desencadenar una cascada de señales que disparan la mitosis. Un tipo de gradiente molecular que cumple con el anteriormente mencionado mecanismo es el Pom1.